# Demués
Demués es una localidad española de la parroquia de Bobia, en el concejo asturiano de Onís. Sus localidades próximas son: Gamonedo de Onís y Bobia de Arriba. De ahí parte la Pr-8 del parque nacional de los Picos de Europa (una ruta alternativa para subir a los lagos de Covadonga). 
Cabe recalcar que dicha ruta se encuentra restringida para vehículos no autorizados por  el concejo y que debe realizarse a pie o en bicicleta.
Está formado por aproximadamente 30 habitantes. El río más cercano es el "Tabardín", y por un sendero próximo a la localidad.

## Iglesia Parroquial
La iglesia parroquial  de "Bobia " es la de "Nuestra Señora del Buen Suceso". Se encuentra en una pequeña explanada entre Bobia de Arriba y Demués. A su lado izquierdo, se localiza un pequeño cementerio.